# Юрій (Малієвський)
Юрій Малієвський (пол. Jerzy Malijewski; бл. 1636, Пінськ ― 6 травня 1696) ― василіянин, консультор Василіянського Чину, титулярний архієпископ смоленський Руської унійної церкви.

## Життєпис
Народився у родині Василя Малієвського та Євфросинії Сандецької. Навчався в Браневській єзуїтській колегії (прибув 6 січня 1661, від'їхав 10 лютого 1663), а потім продовжив студії у Папській грецькій колегії св. Атанасія в Римі (15 лютого 1665 — 7 липня 1668). Висвячений на священника перед навчанням у Римі.
Був ігуменом Жировицького монастиря та консультором Чину (1679—1690). Під час непорозумінь митрополита Кипріяна Жоховського з Василіянським Чином, представляв у Римі інтереси ордену.
Номінований на Смоленського архиєпископа і висвячений в сан 1690 року. Також був архимандритом черейським. Помер 6 травня 1696.